# Prometafase

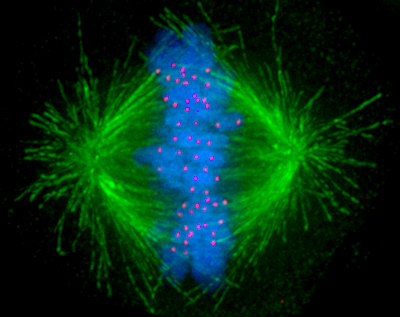
Mitosis de célula humana prometafásica.
Verde: microtúbulos (huso mitótico)
Azul': cromosomas
Violeta: cinetocoros.

La Prometafase es el proceso o fase posterior a la profase y anterior a la metafase en la mitosis celular. Según cómo interactúen entre sí durante esta fase la membrana nuclear y el huso mitótico de microtúbulos (en verde en la imagen superior), la mitosis puede ser abierta o cerrada:
- En la mitosis cerrada el huso mitótico se forma dentro del núcleo o sus microtúbulos pueden penetrar hasta los cromosomas (en azul en la imagen superior) a través de la membrana nuclear sin que esta se rompa. Ocurre en los hongos y algunos protistas, como las algas o las tricomonas.

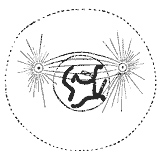
Mitosis abierta (los microtúbulos invaden el núcleo)

- En la mitosis abierta la membrana nuclear se separa, y los microtúbulos atraviesan el espacio nuclear. Ocurre en una pequeña parte de los organismos multicelulares.

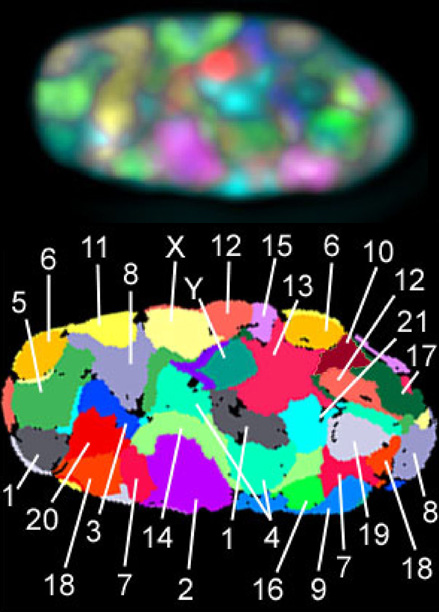
Los 23 territorios del cromosoma humano durante la prometafase en células del fibroblasto

Los microtúbulos pueden anclar cromosomas a través de los cinetocoros (en rojo en la imagen superior) o interactuar con microtúbulos emanados por el polo opuesto.
- Datos: Q14763006
- Multimedia: Prometaphase / Q14763006